# Borota (Hongarije)
Borota is een plaats (község) en gemeente in het Hongaarse comitaat Bács-Kiskun. Borota telt 1537 inwoners (2005).